# Relacions entre proposicions
Les oracions compostes entre si es poden enllaçar o encaixar de diferents maneres.
Enllaç de les proposicions
Les proposicions es poden enllaçar segons l'entonació en la llengua oral i amb els signes de puntuació o connectors en llengua escrita.
Encaix de les proposicions
Les proposicions es poden encaixar de dues maneres diferents tenint en compte la relació entre elles:
- Encaix al mateix nivell: Les diferents proposicions d'una oració composta tenen la seva estructura pròpia i poden funcionar com a oracions simples diferents.
Ex: La Joana passeja i en Marc corre. En aquesta oració les dues proposicions tenen una estructura completa i poden funcionar com a oracions simples independents.
Les oracions que es troben en el mateix nivell són les oracions de juxtaposició i les oracions de coordinació.
- Encaix per inclusió: Una de les proposicions forma part d'algun dels constituents de l'altra oració i, per tant, en depèn sintàcticament.
Ex: En Marc es va comprometre que diria la veritat.
En aquest oració, la segona proposició "diria la veritat" queda inclosa en el predicat de la primera "En Marc es va comprometre" i fa de Complement de Règim verbal.
Les oracions que es troben en encaix per inclusió són les oracions subordinades (substantives, adjectives i adverbials).